# Берта Савојска
Берта од Савоје (21. септембар 1051 - 27. децембар 1087), такође позната и као Берта од Торина била је немачка краљица и светоримска царица, односно прва супруга цара Хајнриха ΙV.

## Биографија
Родила се као кћер савојског грофа Отона Ι и Аделаде од Сузе. За немачког принца и будућег краља Хајнриха је била верена 25. децембра 1055, док су обоје још били деца. Венчала се 13. јула 1066. у Требуру. Хроничари је описују као изузетно лепу и привлачну жену, те наводе да је од самог почетка била искрено заљубљена у свог супруга. Та љубав, међутим, није била узвраћена, јер је Хајнрих преферирао спавати са својим конкубинама. Године 1069. је коначно од немачких бискупа затражио да му брак пониште; при томе је, према наводима Бруна од Мерсебурга изјавио да за то сама Берта није нипошто крива, односно да једноставно са њом "није срећан" те да би поништење "могло отворити прилику за срећнији брак"; како би бискупима олакшао одлуку, зарекао се да је "још увек девица". Бискупи се, међутим, нису усудили поништити брак на тако "танким" основама, те су се обратили за помоћ папи Александру ΙΙ. Он је цару послао кардинала Петра Дамјана, који је утврдио да је брак ваљан и да се не може поништити.
Хајнрих се, суочен са црквеним ауторитетом, помирио са својом судбином. Са Бертом је имао петоро деце, од којих су троје преживели детињство - принцезу Агнесу од Немачке, те будућег краља Конрада ΙΙ и цара Хајнриха V. Берта је до краја живота била верна Хајнриху, пратећи га у Каносу; 31. марта 1084. је у Риму званично крунисана за царицу. Умрла је 1087. године у Мајнцу. Сахрањена је у катедрали у Шпајеру. Хајнрих се, две године након Бертине смрти, поново оженио.

## Породично стабло
|  |                     |  |  |  |  |  |  |  |  |  |  |  |  |  |  |  |
|  | 2. Отон I Савојски  |  |  |  |  |  |  |  |  |  |  |  |  |  |  |  |
|  |                     |  |  |  |  |  |  |  |  |  |  |  |  |  |  |  |
|  |                     |  |  |  |  |  |  |  |  |  |  |  |  |  |  |  |
|  | 1. Берта Савојска   |  |  |  |  |  |  |  |  |  |  |  |  |  |  |  |
|  |                     |  |  |  |  |  |  |  |  |  |  |  |  |  |  |  |
|  |                     |  |  |  |  |  |  |  |  |  |  |  |  |  |  |  |
|  | 3. Аделаида од Сузе |  |  |  |  |  |  |  |  |  |  |  |  |  |  |  |
|  |                     |  |  |  |  |  |  |  |  |  |  |  |  |  |  |  |
|  |                     |  |  |  |  |  |  |  |  |  |  |  |  |  |  |  |